# 軍統合情報局

軍統合情報局の紋章

軍統合情報局（ぐんとうごうじょうほうきょく、英語: Directorate for Inter-Services Intelligence, ウルドゥー語: بین الخدماتی مخابرات）は、パキスタンで最大の情報機関（諜報機関）の名称である。短く Inter-Services Intelligence とも呼ばれ、略称の ISI が内外で広く通用している。アメリカの中央情報局（CIA）や、イギリスの秘密情報部（SIS、旧 MI6）に相当する機関である。

## 歴史
1947年、インド・パキスタン分離独立と第一次印パ戦争の年に、イギリス領インド帝国の情報部を引き継ぎ、情報局（Intelligence Bureau）が創設された。他にパキスタン軍内部に設けられたパキスタン軍事情報部（Military Intelligence of Pakistan）があった。しかし第一次印パ戦争で果々しい成果を上げることができず、翌1948年に、パキスタン陸軍・海軍・空軍の情報機関を総合して、ISIが成立した。
1958年にアイユーブ・カーンがパキスタンの大統領になると、ISIはパキスタン人民党やパキスタン共産党など野党勢力の監視などにも活動領域を広げ、軍の力を増大させる役割を演じた。第二次印パ戦争の敗北後、ISIは再編され、さらに1969年には規模が拡大された。特に分離独立の動きを強めていた東パキスタンやバローチスターン州で盛んに活動するようになった。
1970年代にはパキスタン人民党のズルフィカール・アリー・ブットー首相の下で、ISIは重要性を失った。1971年にはバングラデシュ独立戦争が第三次印パ戦争に発展、パキスタンはバングラデシュを失う大敗を喫した。これが引き金となって1977年、ムハンマド・ジア＝ウル＝ハク将軍によるクーデターが起き、ブットーは失脚・処刑される。ハクは軍事政権の大統領となり、ISIはハク政権をサポートした。
その後、1979年にソ連軍のアフガニスタン侵攻が起きると、ISIはCIAと組み、ハク大統領による反共主義政策もあってソ連や共産主義勢力と闘うムジャーヒディーンに、チャールズ・ウィルソンや中華人民共和国などによる武器援助を大々的に支援した。またハク大統領によるパキスタンの核開発にも深く関与した。このころからイスラム原理主義の影響が強くなったとされ、アフガニスタン紛争では最初はグルブッディーン・ヘクマティヤール率いるイスラム党（ヘクマティヤール派）の、後にはターリバーンの後ろ盾になったとされる。特に80年代にISI長官を務めたハミード・グルはISIの最も有名な人物で「ターリバーンのゴッドファーザー」などとも呼ばれ、アメリカが国際連合にハミード・グルのテロリスト指定を迫った際は中国が拒否権を行使している。なお、このターリバーンに対する支援は東側の大国との対抗上、アフガンにパキスタン寄りの政権を確立する狙いがあったとも見られている。

## 現況
現在はパキスタンで軍事のみならず政治面でも強い影響力を持っている。
対アフガニスタンだけでなく、対インドの作戦行動・諜報活動も多い。インドで活動するインディアン・ムジャヒディーンそしてカシュミールを拠点とするラシュカレ・タイバなどのテロ組織の背景にISIの存在があるとの指摘は根強い。その他の（イスラム系でない）インドの反政府武装組織を支援しているとの噂も絶えない。いっぽう国内のワジリスタン紛争には関与が消極的とも伝えられる。
本部はイスラマバードにある。現在の局長はナディーム・アフマド・アンジュム陸軍中将（2021年11月20日〜）

## 組織
- 統合情報部X（Joint Intelligence X） - 他の部からの情報を収集分析する中枢部局
- 統合情報部（Joint Intelligence Bureau） - 政治情報。インドを扱う部局も含む
- 統合対抗情報部（Joint Counterintelligence Bureau） - 主にイスラム諸国での外交官の監視
- 統合情報北方部（Joint Intelligence North） - カシュミール地方担当
- 統合情報総合部（Joint Intelligence Miscellaneous） - スパイ、非合法活動など
- 統合信号情報部（Joint Signal Intelligence Bureau） - インド国境での情報収集
- 統合情報技術部（Joint Intelligence Technical） - 技術支援

## 歴代局長
| 代 | 氏名                                     | 階級      | 英語名               | 就任    | 退任    |
| -- | ---------------------------------------- | --------- | -------------------- | ------- | ------- |
| 01 | セイイェド・シャヒード・ハーミド         | 大佐      | Syed Shahid Hamid    | 1948    | 1950    |
| 02 | ロバート・カウゼム                       | 少将      | Robert Cawthome      | 1950    | 1959    |
| 03 | リヤーズ・フサイン                       | 准将      | Riaz Hussain         | 1959    | 1966    |
| 04 | ムハンマド・アクバル・カーン             | 少将      | Mohammad Akbar Khan  | 1966    | 1971    |
| 05 | グラーム・ジーラーニー・カーン           | 少将→中将 | Ghulam Jilani Khan   | 1971    | 1978    |
| 06 | ムハンマド・リヤーズ                     | 中将      | Muhammad Riaz        | 1978    | 1980    |
| 07 | アフタル・アブドゥル・ラフマーン         | 中将      | Akhtar Abdur Rahman  | 1980    | 1987.3  |
| 08 | ハミード・グル                           | 中将      | Hamid Gul            | 1987.3  | 1989.5  |
| 09 | シャムスル・ラフマーン・カルー           | 中将      | Shamsur Rahman Kallu | 1989.5  | 1990.8  |
| 10 | アサド・ドゥッラーニー                   | 中将      | Asad Durrani         | 1990.8  | 1992.3  |
| 11 | ジャーヴィード・ナーシル                 | 中将      | Javed Nasir          | 1992.3  | 1993.5  |
| 12 | ジャーヴィード・アシュラフ・カージー     | 中将      | Javed Ashraf Qazi    | 1993.5  | 1995    |
| 13 | ナシーム・ラーナー                       | 少将→中将 | Naseem Rana          | 1995    | 1998.10 |
| 14 | ズィヤウッディーン・ブット               | 中将      | Ziauddin Butt        | 1998.10 | 1999.10 |
| 15 | マフムード・アフマド                     | 中将      | Mahmud Ahmed         | 1999.10 | 2001.10 |
| 16 | エフサーン・ウル・ハク                   | 中将      | Ehsan ul Haq         | 2001.10 | 2004.10 |
| 17 | アシュファク・パルヴェーズ・キヤーニー」 | 中将      | Ashfaq Parvez Kayani | 2004.10 | 2007.10 |
| 18 | ナディーム・タージ                       | 中将      | Nadeem Taj           | 2007.10 | 2008.10 |
| 19 | アフマド・シュジャー・パシャ             | 中将      | Ahmad Shuja Pasha    | 2008.10 | 2012.03 |
| 20 | ザヒール・ウル・イスラーム               | 中将      | Zaheerul Islam       | 2012.03 | 2014.09 |
| 21 | リズワーン・アフタル                     | 中将      | Rizwan Akhtar        | 2014.09 | 2016.12 |
| 22 | ナヴィード・ムフタール                   | 中将      | Naveed Mukhtar       | 2016.12 | 2018.10 |
| 23 | アーシム・ムニール                       | 中将      | Asim Munir (general) | 2018.10 | 2019.06 |
| 24 | ファイズ・ハミード                       | 中将      | Faiz Hameed          | 2019.06 | 2021.11 |
| 25 | ナディーム・アフマド・アンジュム         | 中将      | Nadeem Anjum         | 2021.11 |         |